# Acrossocheilus lamus
Acrossocheilus lamus là loài cá nước ngọt thuộc họ Cá chép.